# Municipi de Kandava
El municipi de Kandava (en letó: Kandavas novads) és un dels 110 municipis de Letònia, que es troba localitzat a l'oest del país bàltic, i que té com a capital la localitat de Kandava. El municipi va ser creat l'any 1999 després de la reorganització territorial.

## Ciutats i zones rurals
- Kandava (ciutat)
- Parròquia de Cēre (zona rural)
- Parròquia de Kandavas
- Parròquia de Matkule (zona rural)
- Parròquia de Vāne (zona rural)
- Parròquia de Zante (zona rural)
- Parròquia de Zemīte (zona rural)

## Població i territori
La seva població està composta per un total de 10.057 persones (2009). La superfície del municipi té uns 650,9 kilòmetres quadrats, i la densitat poblacional és de 15,45 habitants per kilòmetre quadrat.